# 卡玛比率
卡玛比率（Calmar ratio）又稱回撤比率，是衡量一支对冲基金、股票基金、債券基金等金融產品绩效好壞的指標，是指一支金融領域的投資標的（基金、股票）三年內的投資報酬率除以它的最大回撤，其中作為分母的最大回撤為負值。卡玛比率越大，說明這一金融產品的表現越好。它由Terry W. Young於1991年首次提出。